# Bobbie Cryner
Phyllis „Bobbie“ Cryner (* 13. September 1961 in Woodland, Kalifornien) ist eine US-amerikanische Country-Sängerin und -Songschreiberin.

## Karriere
Bobbie Cryner gehörte zu den großen neuen Country-Talenten der frühen 1990er Jahre, die mit einem eher traditionellen Sound auf sich aufmerksam machten. Ihr Debütalbum auf Epic war stark vom Honky Tonk beeinflusst und erhielt hervorragende Kritiken. Daddy Laid the Blues on Me, He Feels Guilty und You Could Steal Me waren von 1993 bis 1994 Cryners erste kleinere Country-Hits. Darüber hinaus enthält ihr Debüt ein Duett mit Dwight Yoakam (I Don’t Care). Bei einem Fernsehauftritt durfte Cryner mit Tammy Wynette deren Klassiker ’Til I Can Make It on My Own im Duett singen.
Nach einer Scheidung und Problemen mit Alkohol erhielt Cryner 1996 eine zweite Chance mit dem Album Girl of Your Dreams für MCA, das erneut sehr gute Kritiken erhielt, jedoch wieder kommerziell hinter den Erwartungen zurückblieb. Mit I Just Can’t Stand to Be Unhappy (1995) und You’d Think He’d Know Me Better (1996) warf das Werk wieder nur zwei kleinere Hits ab. Eine weitere Single, das autobiografische I Didn’t Know My Own Strength, verpasste die Charts.
Nachdem Cryner erneut den Plattenvertrag verloren hatte, konzentrierte sie sich auf das Songschreiben. So hatte Suzy Bogguss 1998 mit dem Titelsong zu ihrem Album Nobody Love, Nobody Gets Hurt einen kleinen Hit und Lorrie Morgan führte das Lied You’d Think He’d Know Me Better ein zweites Mal auf die unteren Plätze der Charts. Trisha Yearwood hatte 2000 einen Top-20-Erfolg mit Real Love Woman aus deren gleichnamigen Album. Auch Lee Ann Womack nahm mit Stronger Than I Am ein Lied von Cryner für ihren Millionenseller I Hope You Dance auf. Dieses Lied interpretierte Cryner selbst bei einem kleinen Konzert im Bluebird Café in Nashville, bei dem auch Trisha Yearwood und Matraca Berg auftraten.
In den letzten Jahren wurde es ruhiger um Cryner. Sie bemüht sich aber um ein drittes Album. Auf ihrer Website hat sie dafür einen Crowdfunding-Bereich eingerichtet.

## Diskografie

### Alben
- 1993: Bobbie Cryner (Epic)
- 1996: Girl of Your Dreams (MCA)

### Singles
| Jahr | Titel Album                                          | Höchstplatzierung, Gesamtwochen, AuszeichnungChartsChartplatzierungen (Jahr, Titel, Album, Platzierungen, Wochen, Auszeichnungen, Anmerkungen) | Anmerkungen |
| Jahr | Titel Album                                          | Country | Anmerkungen |
| ---- | ---------------------------------------------------- | --- | ----------- |
| 1993 | Daddy Laid the Blues on Me Bobbie Cryner             | Country63 (8 Wo.)Country |             |
| 1993 | He Feels Guilty Bobbie Cryner                        | Country68 (5 Wo.)Country |             |
| 1994 | You Could Steal Me Bobbie Cryner                     | Country72 (3 Wo.)Country |             |
| 1995 | I Just Can’t Stand to Be Unhappy Girl of Your Dreams | Country63 (8 Wo.)Country |             |
| 1996 | You’d Think He’d Know Me Better Girl of Your Dreams  | Country56 (7 Wo.)Country |             |

Weitere Singles
- 1996: I Didn’t Know My Own Strength